# 西館建雄
西館 建雄（にしだて たてお）は、江戸時代中期の弘前藩士。

## 略歴
西館氏は津軽氏庶流一町田氏の傍流。
天和元年（1681年）2月、広須新田取り立てを任され、150石を加増され300石となった。翌天和2年（1682年）8月には用人となり、正徳元年（1711年）、4月、400石を加増され700石家老となった。翌正徳2年（1712年）には300石を加増され1000石となった。その際、姓を一町田から西館と改めた。正徳5年（1715年）3月お役御免となり、享保元年（1716年）11月、隠居。その際「頂恵」と改名した。